# Diverze
Diverse (franc. diversion, rozptýlení, odvedení pozornosti) je vojenský manévr, který má pozornost protivníkova vojska odvést z místa, o něž vojsku skutečně jde, a to předstíraným útokem části vojska někde jinde (lépe dál od centra útoku). Diverze má tak odlákat nepřátelské síly z místa, kde se chystá skutečný útok, aby se oslabila jeho obrana. Typickým příkladem byly diverzní výsadky a vylodění Spojenců před invazí v Normandii během druhé světové války. 
Vedle takovéto strategické a centrálně plánované diverze velkých rozměrů se ve válkách vyskytují drobné, rozptýlené a často improvizované akty sabotáže a záškodnictví, které narušují plány nepřítele, a to zejména v týlu. Lidem, kteří je dělají, se říká diverzanti.
Ve 20. století dostalo slovo diverze nový význam v ideologickém boji proti „vnitřnímu nepříteli“: znamenalo ohrožení ideologické jednoty totalitního režimu. Za ideologickou diverzi se pokládalo nejen přímé napadení vládní ideologie, nýbrž i odvedení pozornosti na jiné téma, s nímž si ideologie nevěděla rady.
V letecké dopravě znamená diverze odklonění pravidelného letu na náhradní (diverzní) letiště, například kvůli povětrnostním podmínkám. 